# مارکوس گلدمن
مارکوس گلدمن (به انگلیسی: Marcus Goldman) (زاده ۹ دسامبر ۱۸۲۱ - درگذشته ۲۰ ژوئیه ۱۹۰۴) کارآفرین و بانکدار آلمانی-آمریکایی یهودی بود، که در پادشاهی بایرن، کنفدراسیون آلمان زاده شد و در پی انقلاب ۱۸۴۸ آلمان، در موج اول مهاجرت یهودیان آمریکا، او نیز در سال ۱۸۴۸ به ایالات متحده آمریکا نقل مکان کرد.
وی بنیانگذار شرکت خدمات مالی گلدمن ساکس بود، که هم‌اکنون یکی از بزرگترین بانک‌های سرمایه‌گذاری در جهان می‌باشد.